# Список чемпіонів світу у важкій вазі (WWE, 2002 - 2013)
Титул чемпіона світу у важкій вазі був одним з двох головних титулів World Wrestling Entertainment (WWE), найбільшої федерації професійного реслінгу.
Створення титулу датується 1991 роком, коли WCW утворило титул чемпіона світу у важкій вазі. Першим чемпіоном став Рік Флер. В 2001 році припинив своє існування, так як був об'єднаний з титулом чемпіона WWE. В вересні 2002 року титул був відроджений як титул чемпіона світу у важкій вазі, але офіційно федерація вважає даний титул новим, а не відродженим титулом WCW, тому новим першим володарем, згідно з офіційною хронологією, став Тріпл Ейч. В 2013 році два головних титули об'єднали утворивши один новий – «чемпіон світу WWE у важкій вазі».

## Історія титулу
|  | Обрані в Зал Слави WWE |

| №  | Чемпіон              | Фото | Дата                   | Кількість чемпіонств | Днів володіння | Місто                      | Шоу                           | Інше | Примітки      |
| -- | -------------------- | ---- | ---------------------- | -------------------- | -------------- | -------------------------- | ----------------------------- | --- | ------------- |
| 1  | Тріпл Ейч            |      | 2 вересня 2002 року    | 1                    | 76             | Мілвокі, Вісконсин         | Raw                           | Генеральний менеджер Raw Ерік Бішофф нагородив Тріпл Ейча титулом. 20 жовтня 2002, на No Mercy переміг Інтерконтинентального чемпіона Кейна в матчі «титул проти титулу», об'єднавши їх.   | [ 2 ] [ 3 ]   |
| 2  | Шон Майклз           |      | 17 листопада 2002 року | 1                    | 28             | Нью-Йорк, Нью-Йорк         | Survivor Series               | Перший в історії матч в «Клітці знищення». У матчі також взяли участь Кріс Джеріко, Букер Ті, Роб Ван Дам і Кейн.                                                                          | [ 4 ] [ 5 ]   |
| 3  | Тріпл Ейч            |      | 15 грудня 2002 року    | 2                    | 280            | Санрайз, Флорида           | Armageddon                    | Матч за правилами «Три кола пекла». | [ 6 ] [ 7 ]   |
| 4  | Голдберг             |      | 21 вересня 2003 року   | 1                    | 84             | Герші, Пенсільванія        | Unforgiven                    | Матч «Кар’єра проти титулу». | [ 8 ] [ 9 ]   |
| 5  | Тріпл Ейч            |      | 14 грудня 2003 року    | 3                    | 91             | Орландо, Флорида           | Armageddon                    | Трьохсторонній матч; також взяв участь Кейн. | [ 10 ] [ 11 ] |
| 6  | Кріс Бенуа           |      | 14 березня 2004 року   | 1                    | 154            | Нью-Йорк, Нью-Йорк         | Реслманія XX                  | Трьохсторонній матч; також взяв участь Шон Майклз. | [ 12 ] [ 13 ] |
| 7  | Ренді Ортон          |      | 15 серпня 2004 року    | 1                    | 28             | Торонто, Онтаріо, Канада   | SummerSlam                    | | [ 14 ] [ 15 ] |
| 8  | Тріпл Ейч            |      | 12 вересня 2004 року   | 4                    | 85             | Портленд, Орегон           | Unforgiven                    | | [ 16 ] [ 17 ] |
| -  | Титул став вакантним |      | 6 грудня 2004 року     | -                    |                | Шарлотт, Північна Кароліна | Raw                           | Титул став вакантним після подвійного утримання в тристоронньому матчі: Тріпл Ейч проти Кріса Бенуа проти Еджа.                                                                            | [ 18 ] [ 19 ] |
| 9  | Тріпл Ейч            |      | 9 січня 2005 року      | 5                    | 84             | Сан-Хуан, Пуерто-Рико      | New Year's Revolution         | Тріпл Ейч переміг Кріса Бенуа, Кріса Джеріко, Ренді Ортона, Батисту і Еджа в «Клітці знищення» зі спеціальним рефері Шоном Майклзом.                                                       | [ 18 ] [ 20 ] |
| 10 | Батиста              |      | 3 квітня 2005 року     | 1                    | 282            | Лос-Анджелес, Каліфорнія   | Реслманія 21                  | | [ 21 ] [ 22 ] |
| -  | Титул став вакантним |      | 10 січня 2006 року     | -                    |                | 2006 року                  | SmackDown!                    | Батиста отримав травму трицепса. Епізод вийшов 13 січня 2006 року. | [ 23 ] [ 24 ] |
| 11 | Курт Енгл            |      | 10 січня 2006 року     | 1                    | 82             | Філадельфія, Пенсільванія  | SmackDown!                    | Енгл виграв титул у матчі «Королівська битва» серед 20 осіб. Епізод вийшов 13 січня 2006 року.                                                                                             | [ 23 ] [ 24 ] |
| 12 | Рей Містеріо         |      | 2 квітня 2006 року     | 1                    | 112            | Розмонт, Іллінойс          | Реслманія 22                  | Трьохсторонній матч, також взяв участь Ренді Ортон. | [ 25 ] [ 26 ] |
| 13 | Букер Ті             |      | 23 липня 2006 року     | 1                    | 126            | Індіанаполіс, Індіана      | The Great American Bash       | | [ 27 ] [ 28 ] |
| 14 | Батиста              |      | 26 листопада 2006 року | 2                    | 126            | Філадельфія, Пенсільванія  | Survivor Series               | Матч за правилами «Останній шанс». | [ 29 ] [ 30 ] |
| 15 | Андертейкер          |      | 1 квітня 2007 року     | 1                    | 37             | Детройт, Мічиган           | Реслманія 23                  | | [ 31 ] [ 32 ] |
| 16 | Едж                  |      | 8 травня 2007 року     | 1                    | 70             | Піттсбург, Пенсільванія    | SmackDown!                    | Використав контракт «Зірви банк». Епізод вийшов в ефір 11 травня. | [ 33 ] [ 34 ] |
| -  | Титул став вакантним |      | 17 липня 2007 року     |                      |                | Ларедо                     | SmackDown!                    | Едж травмувався і не зміг змагатися. Епізод вийшов 20 липня. | [ 35 ] [ 36 ] |
| 17 | Великий Калі         |      | 17 липня 2007 року     | 1                    | 61             | Ларедо, Техас              | SmackDown!                    | Великий Калі виграв титул у матчі «Королівська битва» серед 20 учасників. Епізод вийшов 20 липня.                                                                                          | [ 35 ] [ 36 ] |
| 18 | Батиста              |      | 16 вересня 2007 року   | 3                    | 91             | Мемфіс Теннессі            | Unforgiven                    | Трьохсторонній матч; третім учасником був Рей Містеріо. | [ 37 ] [ 38 ] |
| 19 | Едж                  |      | 16 грудня 2007 року    | 2                    | 105            | Піттсбург, Пенсільванія    | Armageddon                    | Трьохсторонній матч; третім учасником був Андертейкер. | [ 39 ] [ 40 ] |
| 20 | Андертейкер          |      | 30 березня 2008 року   | 2                    | 30             | Орландо, Флорида           | Реслманія XXIV                | | [ 41 ] [ 42 ] |
| -  | Титул вакантний      |      | 29 квітня 2008 року    | -                    |                | Атлантик-Сіті, Нью-Джерсі  | SmackDown!                    | Генеральний менеджер SmackDown Вікі Герреро позбавила Андертейкера титулу, через, на її думку, надто небезпечний прийом «Пекельна брама», який він використовував. Епізод вийшов 2 травня. | [ 43 ] [ 44 ] |
| 21 | Едж                  |      | 1 червня 2008 року     | 3                    | 29             | Сан-Дієго Каліфорнія       | One Night Stand               | Едж переміг Андертейкера в матчі за правилами «Столи, драбини та стільці». | [ 43 ] [ 45 ] |
| 22 | СМ Панк              |      | 30 червня 2008 року    | 1                    | 69             | Оклахома-Сіті, Оклахома    | Raw                           | Використав контракт «Зірви банк» на матч проти Еджа. | [ 46 ] [ 47 ] |
| 23 | Кріс Джеріко         |      | 7 вересня 2008 року    | 1                    | 49             | Клівленд, Огайо            | Unforgiven                    | Кріс Джеріко замінив травмованого СМ Панка в матчі «Чемпіонська сутичка»; в матчі змагалися також Джон «Бредшоу» Лейфілд, Батиста, Рей Містеріо і Кейн.                                    | [ 48 ] [ 49 ] |
| 24 | Батиста              |      | 26 жовтня 2008 року    | 4                    | 8              | Фінікс, Аризона            | Cyber Sunday                  | Матч зі спеціальним рефері Стівом Остіном. | [ 50 ] [ 51 ] |
| 25 | Кріс Джеріко         |      | 3 листопада 2008 року  | 2                    | 20             | Тампа, Флорида             | Raw                           | Матч в сталевій клітці. | [ 52 ] [ 53 ] |
| 26 | Джон Сіна            |      | 23 листопада 2008 року | 1                    | 84             | Бостон, Массачусетс        | Survivor Series               | | [ 54 ] [ 55 ] |
| 27 | Едж                  |      | 15 лютого 2009 року    | 4                    | 49             | Сієтл, Вашингтон           | No Way Out                    | Матч «Клітка знищення» за участі Кріса Джеріко, Рея Містеріо, Майка Нокса та Кейна. | [ 56 ] [ 57 ] |
| 28 | Джон Сіна            |      | 5 квітня 2009 року     | 2                    | 21             | Х’юстон, Техас             | Реслманія XXV                 | Трьохсторонній матч за участю Біг Шоу. | [ 58 ] [ 59 ] |
| 29 | Едж                  |      | 26 квітня 2009 року    | 5                    | 42             | Провіденс, Род-Айленд      | Backlash                      | Матч «До останнього на ногах». | [ 60 ] [ 61 ] |
| 30 | Джефф Харді          |      | 7 червня 2009 року     | 1                    | <1             | Новий Орлеан Луїзіана      | Extreme Rules                 | Матч з драбинами. | [ 62 ] [ 63 ] |
| 31 | СМ Панк              |      | 7 червня 2009 року     | 2                    | 49             | Новий Орлеан Луїзіана      | Extreme Rules                 | Використав контракт «Зірви банк» на матч проти Харді. | [ 63 ] [ 64 ] |
| 32 | Джефф Харді          |      | 26 липня 2009 року     | 2                    | 28             | Філадельфія, Пенсільванія  | Night of Champions            | | [ 65 ] [ 66 ] |
| 33 | СМ Панк              |      | 23 серпня 2009 року    | 3                    | 42             | Лос-Анджелес, Каліфорнія   | SummerSlam                    | Матч за правилами «Столи, драбини та стільці». | [ 67 ] [ 68 ] |
| 34 | Андертейкер          |      | 4 жовтня 2009 року     | 3                    | 140            | Ньюарк, Нью-Джерсі         | Hell in a Cell                | Матч в «Пекельній клітці». | [ 69 ] [ 70 ] |
| 35 | Кріс Джеріко         |      | 21 лютого 2010 року    | 3                    | 37             | Сент-Луїс, Міссурі         | Elimination Chamber           | Матч «Клітка знищення» проти Джона Моррісона, Ар-Труса, СМ Панка і Рея Містеріо. | [ 71 ]        |
| 36 | Джек Сваггер         |      | 30 березня 2010 року   | 1                    | 82             | Лас-Вегас, Невада          | SmackDown!                    | Використав контракт «Зірви банк» на матч проти Джеріко. Епізод вийшов 2 квітня. | [ 72 ]        |
| 37 | Рей Містеріо         |      | 20 червня 2010 року    | 2                    | 28             | Юніондейл, Нью-Йорк        | Fatal 4 Way                   | Чотирьохсторонній поєдинок, в якому брали участь також Біг Шоу і СМ Панк. | [ 73 ]        |
| 38 | Кейн                 |      | 18 липня 2010 року     | 1                    | 154            | Канзас-Сіті, Міссурі       | Money in the Bank             | Використав контракт «Зірви банк» на матч проти Містеріо. | [ 74 ]        |
| 39 | Едж                  |      | 19 грудня 2010 року    | 6                    | 58             | Х’юстон, Техас             | Tables, Ladders & Chairs      | Переміг в матчі "Столи, драбини та стільці" проти Кейна, Рея Містеріо і Альберто Дель Ріо.                                                                                                 | [ 75 ]        |
| 40 | Дольф Зігглер        |      | 15 лютого 2011 року    | 1                    | <1             | Сан-Дієго, Каліфорнія      | SmackDown!                    | Едж був позбавлений титулу Віккі Герреро, через використання прийому «Гарпун». | [ 76 ]        |
| 41 | Едж                  |      | 15 лютого 2011 року    | 7                    | 59             | Сан-Дієго, Каліфорнія      | SmackDown!                    | Переміг у матчі-реванші, який призначив генеральний менеджер Тедді Лонг, що повернувся. | [ 77 ]        |
| -  | Титул вакантний      |      | 12 квітня 2011 року    | -                    |                | Олбані, Нью-Йорк           | SmackDown!                    | Едж закінчив кар’єру через отримані травми протягом виступів. Епізод вийшов 15 квітня 2011 року.                                                                                           | [ 78 ]        |
| 42 | Крістіан             |      | 1 травня 2011 року     | 1                    | 2              | Тампа, Флорида             | Extreme Rules                 | Переміг Альберто Дел Ріо у матчі з драбинами. | [ 79 ]        |
| 43 | Ренді Ортон          |      | 3 травня 2011 року     | 2                    | 72             | Орландо, Флорида           | SmackDown!                    | Епізод вийшов 6 травня. | [ 80 ]        |
| 44 | Крістіан             |      | 17 липня 2011 року     | 2                    | 28             | Чикаго, Іллінойс           | Money in the Bank             | Поєдинок один на один. Якщо Ортона дискваліфікують, він втратить титул. | [ 81 ] [ 82 ] |
| 45 | Ренді Ортон          |      | 14 серпня 2011 року    | 3                    | 35             | Лос-Анджелес, Каліфорнія   | SummerSlam                    | Поєдинок «Без дискваліфікацій». | [ 83 ]        |
| 46 | Марк Генрі           |      | 18 вересня 2011 року   | 1                    | 91             | Буффало, Нью-Йорк          | Night of Champions            | | [ 84 ]        |
| 47 | Біг Шоу              |      | 18 грудня 2011 року    | 1                    | <1             | Балтімор, Меріленд         | TLC: Tables, Ladders & Chairs | Поєдинок зі стільцями. | [ 85 ]        |
| 48 | Деніел Брайан        |      | 18 грудня 2011 року    | 1                    | 105            | Балтімор, Меріленд         | TLC: Tables, Ladders & Chairs | Використав контракт «Зірви банк» на матч проти Біг Шоу. | [ 86 ]        |
| 49 | Шеймус               |      | 1 квітня 2012 року     | 1                    | 210            | Маямі, Флорида             | Реслманія XXVIII              | Переміг у матчі за 18 секунд. Шеймус став першим ірландським чемпіоном світу у важкій вазі.                                                                                                | [ 87 ]        |
| 50 | Біг Шоу              |      | 28 жовтня 2012 року    | 2                    | 72             | Атланта, Джорджія          | Hell in a Cell                | Поєдинок один на один. | [ 88 ]        |
| 51 | Альберто Дель Ріо    |      | 8 січня 2013 року      | 1                    | 90             | Маямі, Флорида             | SmackDown!                    | Матч «Останній на ногах». Епізод вийшов в ефір 11 січня. | [ 89 ]        |
| 51 | Дольф Зігглер        |      | 8 квітня 2013 року     | 2                    | 70             | Іст-Резерфорд, Нью-Джерсі  | WWE Raw                       | Використав контракт «Зірви банк» на матч проти дель Ріо. | [ 90 ]        |
| 52 | Альберто дель Ріо    |      | 16 червня 2013 року    | 2                    | 134            | Роузмонт Іллінойс          | Payback                       | | [ 91 ]        |
| 53 | Джон Сіна            |      | 27 жовтня 2013 року    | 3                    | 49             | Маямі Флорида              | Hell in a Cell                | | [ 92 ]        |
| 54 | Ренді Ортон          |      | 15 грудня 2013 року    | 4                    | 112            | Х'юстон, Техас             | TLC: Tables, Ladders & Chairs | Поєдинок «Столи, драбини та стільці», також за титул чемпіона WWE. | [ 93 ]        |
| —  | Титул об'єднано      | —    | 16 грудня 2013 року    | —                    | —              | —                          | WWE.com                       | Об'єднано з титулом чемпіона WWE, яке перейменували на «чемпіон світу WWE у важкій вазі». Титул офіційно скасовано WWE 16 грудня.                                                          | [ 94 ]        |

## За кількістю днів

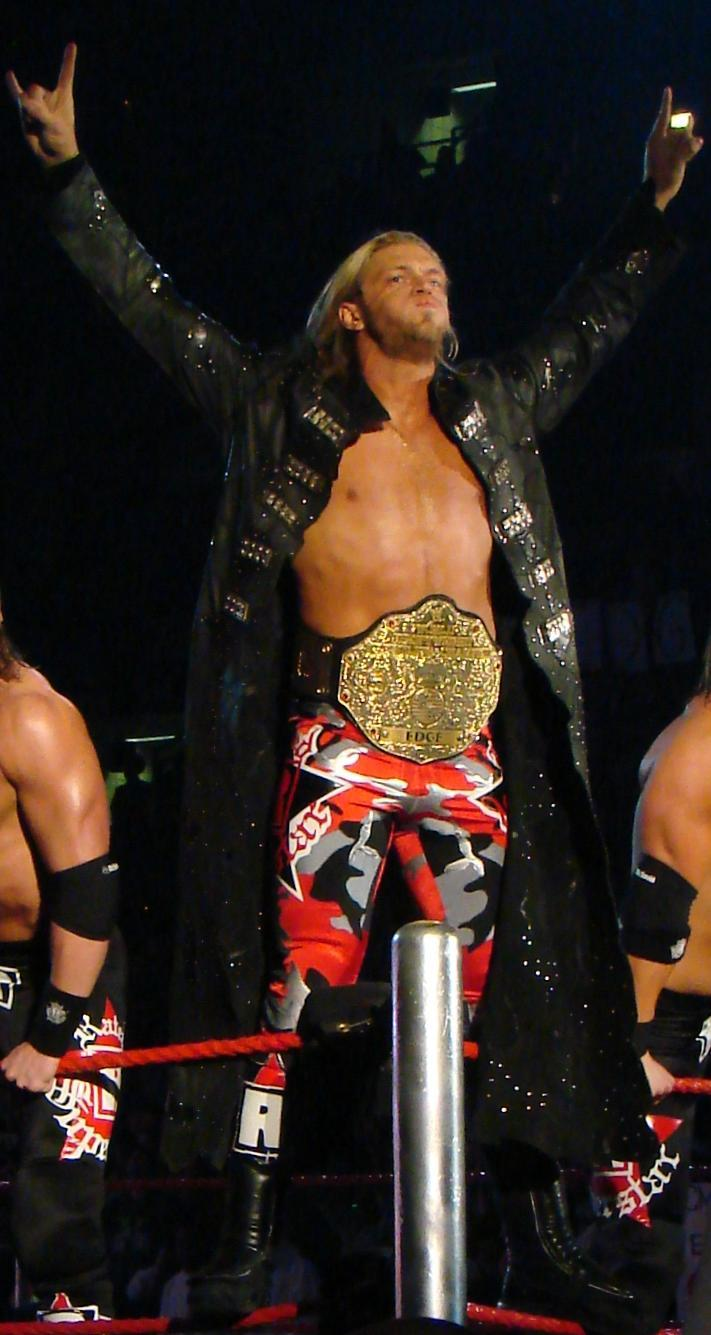
Едж — рекордсмен за кількістю чемпіонств (7).

| Ранг | Реслер            | Кількість чемпіонств | Сумарно днів | Сумарно днів, визнаних WWE |
| ---- | ----------------- | -------------------- | ------------ | -------------------------- |
| 1    | Тріпл Ейч         | 5                    | 616          | 611                        |
| 2    | Батіста           | 4                    | 507          | 503                        |
| 3    | Едж               | 7                    | 409          | 405                        |
| 4    | Альберто Дель Ріо | 2                    | 223          | 223                        |
| 5    | Шеймус            | 1                    | 210          | 210                        |
| 6    | Трунар            | 3                    | 207          | 207                        |
| 7    | СМ Панк           | 3                    | 160          | 157                        |
| 8    | Кріс Бенуа        | 1                    | 154          | 153                        |
| 8    | Джон Сіна         | 3                    | 154          | 152                        |
| 8    | Кейн              | 1                    | 154          | 153                        |
| 11   | Рей Містеріо      | 2                    | 140          | 138                        |
| 12   | Ренді Ортон       | 4                    | 138          | 132                        |
| 13   | Король Букер      | 1                    | 126          | 125                        |
| 14   | Кріс Джеріко      | 3                    | 106          | 106                        |
| 15   | Денієл Браян      | 1                    | 105          | 104                        |
| 16   | Марк Генрі        | 1                    | 91           | 91                         |
| 17   | Голдберг          | 1                    | 84           | 83                         |
| 18   | Джек Сваггер      | 1                    | 82           | 78                         |
| 18   | Курт Енгл         | 1                    | 82           | 81                         |
| 20   | Біг Шоу           | 2                    | 72           | 72                         |
| 21   | Дольф Зігглер     | 2                    | 69           | 69                         |
| 22   | Великий Калі      | 1                    | 61           | 60                         |
| 23   | Крістіан          | 2                    | 30           | 31                         |
| 24   | Джефф Гарді       | 2                    | 28           | 27                         |
| 24   | Шон Майклз        | 1                    | 28           | 27                         |

## Статистика
| Рекорд:                        | Володар рекорду: | Показник: | Примітки: |
| Найбільша кількість чемпіонств | Едж              | 7 разів   | |
| Найдовше чемпіонство           | Батіста          | 282 дня   | WWE визнає 281 день. Друге місце належить Тріпл Ейчу — 280 днів, третє — Шеймусу з 210 днями                                                          |
| Найкоротше чемпіонство         | Ренді Ортон      | 1 хвилина | WWE визнає останній рейн Ортона найкоротшим, вважаючи, що дане чемпіонство було об'єднане і скасоване відразу після перемоги Ренді у титульному матчі |
| Найстарший чемпіон             | Андертейкер      | 44 роки   | |
| Наймолодший чемпіон            | Ренді Ортон      | 24 роки   | |
| Найважчий чемпіон              | Біг Шоу          | 200 кг    | |
| Найлегший                      | Рей Містеріо     | 79 кг     | |

## Нотатки
- Список чемпионов мира в тяжёлом весе. World Wrestling Entertainment. Архів оригіналу за 19 лютого 2012. Процитовано 14 червня 2009.

1. ↑   en: List of World Heavyweight Champions (WWE)
2. ↑  Triple H's first reign. World Wrestling Entertainment. Архів оригіналу за 20 квітня 2012. Процитовано 22 березня 2007. [Архівовано 2012-06-03 у Wayback Machine.]
3. ↑  Mahling, Mallory (3 вересня 2002). 9/2 WWE Raw review: New Raw World Championship established. PW Torch. Архів оригіналу за 20 квітня 2012. Процитовано 5 жовтня 2009.
4. ↑  Shawn Michaels' first reign. World Wrestling Entertainment. Архів оригіналу за 20 квітня 2012. Процитовано 22 березня 2007.
5. ↑  Keller, Wade (17 листопада 2002). 11/17 WWE Survivor Series: Keller's Virtual Time PPV Results. PW Torch. Архів оригіналу за 20 квітня 2012. Процитовано 5 жовтня 2009.
6. ↑  Triple H's second reign. World Wrestling Entertainment. Архів оригіналу за 20 квітня 2012. Процитовано 22 березня 2007.
7. ↑  Keller, Wade (15 грудня 2002). 12/15 WWE Armageddon PPV report: Keller's "virtual time" results. PW Torch. Архів оригіналу за 20 квітня 2012. Процитовано 5 жовтня 2009.
8. ↑  Goldberg's first reign. World Wrestling Entertainment. Архів оригіналу за 20 квітня 2012. Процитовано 22 березня 2007. [Архівовано 2007-04-07 у Wayback Machine.]
9. ↑  Keller, Wade (21 вересня 2003). 9/21 WWE Unforgiven PPV results: Keller's "virtual time" results of live event. PW Torch. Архів оригіналу за 20 квітня 2012. Процитовано 5 жовтня 2009.
10. ↑  Triple H's third reign. World Wrestling Entertainment. Архів оригіналу за 20 квітня 2012. Процитовано 22 березня 2007. [Архівовано 2012-06-02 у Wayback Machine.]
11. ↑  Keller, Wade (14 грудня 2003). 12/14 WWE Armageddon PPV: Keller's ongoing "virtual time" detailed coverage. PW Torch. Архів оригіналу за 20 квітня 2012. Процитовано 5 жовтня 2009.
12. ↑  Chris Benoit's first reign. World Wrestling Entertainment. Архів оригіналу за 20 квітня 2012. Процитовано 22 березня 2007.
13. ↑  Keller, Wade (14 березня 2004). 3/14 WWE WrestleMania XX PPV review (part two): Keller's ongoing "virtual time" analysis of event. PW Torch. Архів оригіналу за 20 квітня 2012. Процитовано 5 жовтня 2009.
14. ↑  Randy Orton's first reign. World Wrestling Entertainment. Архів оригіналу за 20 квітня 2012. Процитовано 22 березня 2007. [Архівовано 2012-04-22 у Wayback Machine.]
15. ↑  Keller, Wade (16 серпня 2004). 8/15 WWE Summerslam PPV review: Ongoing "virtual time" coverage of live event. PW Torch. Архів оригіналу за 20 квітня 2012. Процитовано 5 жовтня 2009.
16. ↑  Triple H's fourth reign. World Wrestling Entertainment. Архів оригіналу за 20 квітня 2012. Процитовано 22 березня 2007.
17. ↑  Keller, Wade (12 вересня 2004). 9/12 WWE Unforgiven PPV review: Keller's ongoing "virtual time" analysis of event. PW Torch. Архів оригіналу за 20 квітня 2012. Процитовано 5 жовтня 2009.
18. 1 2  Triple H's fifth reign. World Wrestling Entertainment. Архів оригіналу за 20 квітня 2012. Процитовано 22 березня 2007.
19. ↑  Keller, Wade (6 грудня 2004). Kellers' 12/6 WWE Raw Review: Ongoing "virtual time" coverage of live show. PW Torch. Архів оригіналу за 20 квітня 2012. Процитовано 5 жовтня 2009.
20. ↑  Keller, Wade (9 січня 2005). Keller's New Year's Revolution PPV report 1/9: Ongoing "virtual time" analysis of live event. PW Torch. Архів оригіналу за 20 квітня 2012. Процитовано 5 жовтня 2009.
21. ↑  Batista's first reign. World Wrestling Entertainment. Архів оригіналу за 19 лютого 2012. Процитовано 22 березня 2007. [Архівовано 2007-10-11 у Wayback Machine.]
22. ↑  Keller, Wade (3 квітня 2005). Keller's WrestleMania PPV Report 4/3: Ongoing "virtual time" coverage of live event. PW Torch. Архів оригіналу за 20 квітня 2012. Процитовано 5 жовтня 2009.
23. 1 2  Kurt Angle's first reign. World Wrestling Entertainment. Архів оригіналу за 20 квітня 2012. Процитовано 22 березня 2007.
24. 1 2  Benjamin, Charlie (14 січня 2006). SmackDown Results - 1/13/06 - Philadelphia (New World Champion). Wrestle View. Архів оригіналу за 20 квітня 2012. Процитовано 5 жовтня 2009.
25. ↑  Rey Mysterio's first reign. World Wrestling Entertainment. Архів оригіналу за 20 квітня 2012. Процитовано 22 березня 2007.
26. ↑  Keller, Wade (2 квітня 2006). Keller's WrestleMania Report: Ongoing "virtual time" coverage of PPV. PW Torch. Архів оригіналу за 20 квітня 2012. Процитовано 5 жовтня 2009.
27. ↑  King Booker's first reign. World Wrestling Entertainment. Архів оригіналу за 20 квітня 2012. Процитовано 22 березня 2007.
28. ↑  Keller, Wade (23 липня 2006). Keller's WWE Great American Bash PPV Report 7/23: Ongoing "virtual time" coverage. PW Torch. Архів оригіналу за 20 квітня 2012. Процитовано 5 жовтня 2009.
29. ↑  Batista's second reign. World Wrestling Entertainment. Архів оригіналу за 19 лютого 2012. Процитовано 22 березня 2007. [Архівовано 2007-10-11 у Wayback Machine.]
30. ↑  Keller, Wade (26 листопада 2006). Keller's WWE Survivor Series PPV Report 11/26: Ongoing "virtual time" coverage of event. PW Torch. Архів оригіналу за 20 квітня 2012. Процитовано 5 жовтня 2009.
31. ↑  The Undertaker's first reign. World Wrestling Entertainment. Архів оригіналу за 20 квітня 2012. Процитовано 1 квітня 2007.
32. ↑  Keller, Wade (1 квітня 2007). Keller's WWE WrestleMania 23 Report (Hour 2): Ongoing "virtual time" coverage of live event. PW Torch. Архів оригіналу за 20 квітня 2012. Процитовано 5 жовтня 2009.
33. ↑  Edge's first reign. World Wrestling Entertainment. Архів оригіналу за 20 квітня 2012. Процитовано 9 травня 2007. [Архівовано 2012-05-03 у Wayback Machine.]
34. ↑  Parks, Greg (8 травня 2007). 5/11 WWE Smackdown: Parks's Virtual Time Coverage of the Show. PW Torch. Архів оригіналу за 20 квітня 2012. Процитовано 6 жовтня 2009.
35. 1 2  The Great Khali's first reign. World Wrestling Entertainment. Архів оригіналу за 18 квітня 2012. Процитовано 17 липня 2007.
36. 1 2  Parks, Greg (21 липня 2007). 7/20 WWE Smackdown: Parks's Coverage of the Show. Архів оригіналу за 20 квітня 2012. Процитовано 6 жовтня 2009.
37. ↑  Batista's third reign. World Wrestling Entertainment. Архів оригіналу за 19 лютого 2012. Процитовано 17 вересня 2007. [Архівовано 2007-11-23 у Wayback Machine.]
38. ↑  Caldwell, James (16 вересня 2007). Caldwell's Unfrgiven Report 9/16: Ongoing "virtual time" coverage of PPV. PW Torch. Архів оригіналу за 20 квітня 2012. Процитовано 6 жовтня 2009.
39. ↑  Edge's second reign. World Wrestling Entertainment. Архів оригіналу за 20 квітня 2012. Процитовано 16 грудня 2007. [Архівовано 2012-06-03 у Wayback Machine.]
40. ↑  Keller, Wade (16 грудня 2007). Keller's WWE Armageddon PPV Report 12/16: Ongoing "virtual time" coverage of live PPV event. Архів оригіналу за 20 квітня 2012. Процитовано 6 жовтня 2009.
41. ↑  The Undertaker's second reign. World Wrestling Entertainment. Архів оригіналу за 20 квітня 2012. Процитовано 2 травня 2008. [Архівовано 2012-06-02 у Wayback Machine.]
42. ↑  Keller, Wade (30 березня 2008). Keller's WWE WrestleMania 24 Report: Ongoing "virtual time" coverage of pay-per-view event. Архів оригіналу за 20 квітня 2012. Процитовано 6 жовтня 2009.
43. 1 2  Edge's third reign. World Wrestling Entertainment. Архів оригіналу за 20 квітня 2012. Процитовано 2 травня 2008. [Архівовано 2012-06-03 у Wayback Machine.]
44. ↑  Caldwell, James (3 травня 2008). Caldwell's WWE SmackDown REPORT 5/2: Taker stripped of title, Hardy vs. MVP, Foley's SD debut on commentary. PW Torch. Архів оригіналу за 20 квітня 2012. Процитовано 6 жовтня 2009.
45. ↑  Keller, Wade (1 червня 2008). Keller's WWE One Night Stand PPV Report 6/1: Ongoing "virtual time" coverage of live event from San Diego. Архів оригіналу за 20 квітня 2012. Процитовано 6 жовтня 2009.
46. ↑  CM Punk's first reign. World Wrestling Entertainment. Архів оригіналу за 20 квітня 2012. Процитовано 15 серпня 2008. [Архівовано 2012-06-03 у Wayback Machine.]
47. ↑  Martin, Adam (30 червня 2008). Raw Results - 6/30/08 - Oklahoma City, OK (Hour 1 coverage, more). Wrestle View. Архів оригіналу за 20 квітня 2012. Процитовано 6 жовтня 2009.
48. ↑  Chris Jericho's first reign. World Wrestling Entertainment. Архів оригіналу за 19 лютого 2012. Процитовано 7 вересня 2008. [Архівовано 2012-02-22 у Wayback Machine.]
49. ↑  Keller, Wade (7 вересня 2008). Keller's WWE Unforgiven PPV Report 9/7: Ongoing "virtual time" coverage of live PPV event. PW Torch. Архів оригіналу за 20 квітня 2012. Процитовано 7 жовтня 2009.
50. ↑  Batista's fourth reign. World Wrestling Entertainment. Архів оригіналу за 19 лютого 2012. Процитовано 30 жовтня 2008. [Архівовано 2008-10-30 у Wayback Machine.]
51. ↑  Keller, Wade (26 жовтня 2008). Keller's WWE Cyber Sunday PPV Report 10/26: Triple H vs. Vladimir Kozlov or Jeff Hardy, Batista vs. Chris Jericho, Rey Mysterio vs. Kane (ongoing live coverage). PW Torch. Архів оригіналу за 20 квітня 2012. Процитовано 7 жовтня 2009.
52. ↑  Chris Jericho's second reign. World Wrestling Entertainment. Архів оригіналу за 19 лютого 2012. Процитовано 4 листопада 2008. [Архівовано 2012-01-22 у Wayback Machine.]
53. ↑  Golden, Hunter (4 листопада 2008). Raw Results - 11/3/08 - Tampa, FL. Wrestle View. Архів оригіналу за 20 квітня 2012. Процитовано 7 жовтня 2009.
54. ↑  John Cena's first reign. World Wrestling Entertainment. Архів оригіналу за 16 лютого 2012. Процитовано 24 листопада 2008. [Архівовано 2012-02-22 у Wayback Machine.]
55. ↑  Keller, Wade (23 листопада 2008). Keller's WWE PPV Report 11/23: Ongoing "virtual time" coverage of live event including Jeff Hardy update, Triple H vs. Kozlov, John Cena return. PW Torch. Архів оригіналу за 20 квітня 2012. Процитовано 7 жовтня 2009.
56. ↑  Edge's fourth reign. World Wrestling Entertainment. Архів оригіналу за 20 квітня 2012. Процитовано 24 листопада 2008. [Архівовано 2012-06-02 у Wayback Machine.]
57. ↑  Keller, Wade (15 лютого 2009). Keller's WWE No Way Out PPV Report 2/16: Two Elimination Chambers, two new world champions, plus Michaels vs. JBL, Super-Shane-O-Mac vs. Orton. PW Torch. Архів оригіналу за 20 квітня 2012. Процитовано 7 жовтня 2009.
58. ↑  John Cena's second reign. World Wrestling Entertainment. Архів оригіналу за 20 квітня 2012. Процитовано 6 квітня 2009. [Архівовано 2012-06-02 у Wayback Machine.]
59. ↑  Keller, Wade (5 квітня 2009). Keller's WrestleMania XXV Results 4/5: Ongoing "virtual time" coverage of biggest PPV of the year. PW Torch. Архів оригіналу за 20 квітня 2012. Процитовано 7 жовтня 2009.
60. ↑  Edge's fifth reign. World Wrestling Entertainment. Архів оригіналу за 20 квітня 2012. Процитовано 26 квітня 2009. [Архівовано 2012-06-02 у Wayback Machine.]
61. ↑  Keller, Wade (26 квітня 2009). Keller's WWE Backlash PPV Report 4/26: Ongoing "virtual time" coverage - Orton & Rhodes & DiBiase vs. McMahon & Triple H & Batista. PW Torch. Архів оригіналу за 20 квітня 2012. Процитовано 7 жовтня 2009.
62. ↑  Jeff Hardy's first reign. World Wrestling Entertainment. Архів оригіналу за 20 квітня 2012. Процитовано 7 червня 2009. [Архівовано 2009-06-11 у Wayback Machine.]
63. 1 2  Caldwell, James (7 червня 2009). Caldwell'S WWE Extreme Rules PPV Report 6/7: Ongoing "virtual time" coverage of Orton vs. Batista, Edge vs. Jeff Hardy. PW Torch. Архів оригіналу за 20 квітня 2012. Процитовано 7 жовтня 2009.
64. ↑  Punk's second reign. World Wrestling Entertainment. Архів оригіналу за 20 квітня 2012. Процитовано 7 червня 2009. [Архівовано 2012-06-02 у Wayback Machine.]
65. ↑  Hardy'ssecond reign. World Wrestling Entertainment. Архів оригіналу за 20 квітня 2012. Процитовано 23 серпня 2009. [Архівовано 2010-02-09 у Wayback Machine.]
66. ↑  Keller, Wade (26 липня 2009). Keller's WWE Night of Champions PPV Report 7/26: Results, star ratings, thoughts, observations, nitpicks, quotebook. PW Torch. Архів оригіналу за 20 квітня 2012. Процитовано 7 жовтня 2009.
67. ↑  Punk's third reign. World Wrestling Entertainment. Архів оригіналу за 20 квітня 2012. Процитовано 24 серпня 2009. [Архівовано 2012-06-03 у Wayback Machine.]
68. ↑  Keller, Wade (23 серпня 2009). WWE Summerslam PPV Report 8/23: Keller's report on John Cena vs. Randy Orton, DX vs. Legacy, Jeff Hardy vs. C.M. Punk, Rey Mysterio vs. Dolph Ziggler... PW Torch. Архів оригіналу за 20 квітня 2012. Процитовано 7 жовтня 2009.
69. ↑  Undertaker's third Reign. World Wrestling Entertainment. Архів оригіналу за 20 квітня 2012. Процитовано 5 жовтня 2009. [Архівовано 2012-06-03 у Wayback Machine.]
70. ↑  Keller, Wade (4 жовтня 2009). WWE Hell in a Cell Results: Keller's ongoing "virtual time" coverage of John Cena vs. Randy Orton, DX vs. Legacy, Undertaker vs. C.M. Punk. PW Torch. Архів оригіналу за 20 квітня 2012. Процитовано 5 жовтня 2009.
71. ↑  Chris Jericho's third reign. World Wrestling Entertainment. Архів оригіналу за 20 квітня 2012. Процитовано 21 лютого 2010. [Архівовано 2012-06-03 у Wayback Machine.]
72. ↑  Jack Swagger's first reign. World Wrestling Entertainment. Архів оригіналу за 18 квітня 2012. Процитовано 3 квітня 2010. [Архівовано 2012-06-02 у Wayback Machine.]
73. ↑  Rey Mysterio's second reign. WWE. Архів оригіналу за 17 червня 2012. Процитовано 20 червня 2010. [Архівовано 2012-06-18 у Wayback Machine.]
74. ↑  Kane's first Reign. WWE. Архів оригіналу за 17 червня 2012. Процитовано 18 липня 2010. [Архівовано 2012-06-18 у Wayback Machine.]
75. ↑  Edges 6th Title Win. World Wrestling Entertainment. Архів оригіналу за 20 квітня 2012. Процитовано 19 грудня 2010. [Архівовано 2012-06-02 у Wayback Machine.]
76. ↑  Dolph Ziggler's first reign. WWE. Архів оригіналу за 17 червня 2012. Процитовано 19 лютого 2011. [Архівовано 2012-06-18 у Wayback Machine.]
77. ↑  Edge's seventh reign. WWE. Архів оригіналу за 20 квітня 2012. Процитовано 19 лютого 2011. [Архівовано 2012-06-02 у Wayback Machine.]
78. ↑  vacant. WWE. Архів оригіналу за 19 квітня 2011. Процитовано 12 квітня 2011. [Архівовано 2011-04-19 у Wayback Machine.]
79. ↑  Christian's first reign. WWE. Архів оригіналу за 20 квітня 2012. Процитовано 2 травня 2011. [Архівовано 2012-06-02 у Wayback Machine.]
80. ↑  Randy Orton's second reign. WWE. Архів оригіналу за 17 червня 2012. Процитовано 7 травня 2011. [Архівовано 2011-05-11 у Wayback Machine.]
81. ↑  edgedef. Randy Orton (New World Heavyweight Champion). WWE. Архів оригіналу за 17 червня 2012. Процитовано 17 липня 2011.
82. ↑  Edge's ninth reign. WWE. Архів оригіналу за 17 червня 2012. Процитовано 17 липня 2011. [Архівовано 2012-06-18 у Wayback Machine.]
83. ↑  Randy Orton's third reign. WWE. Архів оригіналу за 17 червня 2012. Процитовано 15 серпня 2011. [Архівовано 2012-06-18 у Wayback Machine.]
84. ↑  Mark Henry's first reign. WWE. Архів оригіналу за 17 червня 2012. Процитовано 18 вересня 2011. [Архівовано 2012-06-18 у Wayback Machine.]
85. ↑  Big Show's first reign. WWE. Архів оригіналу за 17 червня 2012. Процитовано 18 грудня 2011. [Архівовано 2012-06-18 у Wayback Machine.]
86. ↑  World Heavyweight Championship - Daniel Bryan. WWE. Архів оригіналу за 20 квітня 2012. Процитовано 7 березня 2013. [Архівовано 2012-04-20 у Wayback Machine.]
87. ↑  Sheamus' first reign. WWE. Архів оригіналу за 26 серпня 2013. Процитовано 11 квітня 2012. [Архівовано 2013-09-25 у Wayback Machine.]
88. ↑  Big Show's second reign. WWE. Архів оригіналу за 26 серпня 2013. Процитовано 28 жовтня 2012. [Архівовано 2013-09-18 у Wayback Machine.]
89. ↑  Alberto Del Rio's first reign. WWE. Архів оригіналу за 26 серпня 2013. Процитовано 9 січня 2013. [Архівовано 2013-08-12 у Wayback Machine.]
90. ↑  World Heavyweight Championship - Dolph Ziggler. WWE. Архів оригіналу за 26 серпня 2013. Процитовано 9 квітня 2013. [Архівовано 2013-09-08 у Wayback Machine.]
91. ↑  World Heavyweight Championship - Alberto Del Rio. WWE. Архів оригіналу за 26 серпня 2013. Процитовано 1 липня 2013. [Архівовано 2013-08-27 у Wayback Machine.]
92. ↑  World Heavyweight Championship - John Cena. Архів оригіналу за 10 січня 2016. Процитовано 7 грудня 2013. [Архівовано 2016-01-10 у Wayback Machine.]
93. ↑  World Heavyweight Championship - Randy Orton. WWE. Архів оригіналу за 6 лютого 2016. Процитовано 7 грудня 2013. [Архівовано 2016-02-06 у Wayback Machine.]
94. ↑  WHC Retired. WWE. Архів оригіналу за 20 грудня 2013. Процитовано 17 грудня 2013. [Архівовано 2013-12-20 у Wayback Machine.]